# Rio Music Carnival
Rio Music Carnival é um festival de música eletrônica ligado ao Rio Music Conference, e que ocorre anualmente desde 2009 na cidade do Rio de Janeiro e também em outras cidades brasileiras por onde passa a conferência Rio Music Conference.
Inicialmente o evento tinha o mesmo nome da conferência, mas a fim de deixar claro as diferenças de objetivo e apresentações da conferência em relação ao festival de música em si, em 2015 o nome do festival foi mudado para Rio Music Carnival.
Grandes nomes da música eletrônica passam pelo festival, em 2015 nomes como Tiësto, Alesso. Showtek, Afrojack e Dimitri Vegas & Like Mike se apresentaram no evento.